# 大村純長
大村 純長（おおむら すみなが）は、江戸時代前期から中期にかけての大名。肥前国大村藩の第4代藩主。官位は従五位下・因幡守。

## 生涯
寛永13年（1636年）、甲斐国徳美藩主・伊丹勝長の四男として誕生した。幼名は権吉。
慶安3年（1650年）5月に勝長の娘婿で大村藩主・大村純信が継嗣のなきまま死去したため、大村藩は無嗣断絶の危機に立たされた。純信は元来病弱であり、江戸幕府の斡旋のもと勝長の四男権吉を養子に迎える準備を進めていたが、一方で家中には血縁関係のない権吉よりも一族の大村虎之助を後継者に推す意見もあり、幕府に対する養子披露を済まさぬ矢先であった。大村藩は純信の死去と同じ日付で権吉を末期養子として幕府に届け出た。当時このような駆け込みの末期養子は認められていなかったが、伊丹勝長の幕府閣僚各者への働きかけもあって、慶安4年（1651年）2月20日に「古い家であるため」という理由で跡目相続が認められた。養子入りの際、大村藩藩士73人が血判状を認めている。襲封した権吉は大村純長となった。
承応元年（1652年）、譜代大名の伊丹家出身であったことから、領内に徳川家歴代将軍を祀る円徳寺（現在は廃寺、跡地は大村護国神社）を建立した。譜代から養子が入ったことにより、純長一代限りではあるが「御譜代並」であったとする史料がある。
明暦3年（1657年）、藩内から大勢の隠れキリシタンが検挙される事件（郡崩れ事件）が起きた。キリシタンが領内に居たという理由で、本来なら御家取り潰しの理由としては十分であったが、純長は実父の伊丹勝長を通して直ちに幕府に余すところなく報告した行為が殊勝とされて、大村藩は全くお咎めなしであった。その後はさらにキリシタン摘発と処罰、および領民に対する仏教改宗政策を強化した。
寛文10年（1670年）、玖島城内桜馬場に藩校「集義館」を開校した。門戸を藩士の子弟ばかりでなく一般庶民にも開放した。集義館は最も早期に開設された藩校の一つで、九州地方では最も早く、全国でも7番目である。集義館は後の長崎県立大村高等学校の母体となっている。
宝永3年（1706年）に江戸で71歳で死去し、跡は次男の純尹が襲封した。
なお実家の伊丹氏は、勝長の孫の伊丹勝守の代に改易された。勝守には娘が一人いたが、純長がこれを大村藩士の福田兼明の妻とした。

## 思想・治世
山鹿流軍学者・山鹿素行と交流があった。「仇討ちは、天下の大道にて目のある場（衆人環視）で討ち果たすが手柄と云うべし」との素行の教えから、元禄赤穂事件を激しく非難し吉良に同情している。また、集義館では山鹿流および越後流の兵法と古学を学ばせた。
純長は、領内の萱瀬村に杉苗7万本を植林させ、林業も推進した（現在、「萱瀬杉」は林野庁が認定する「森の巨人たち百選」に選ばれている）。

## 系譜
父母
- 伊丹勝長（実父）
- 井上氏 ー 井上家次[10]の娘（実母）
- 大村純信（養父）

正室、継室
- 都智 ー 大村政直[11]の娘（正室）
- 亀 ー 有馬康純の娘（継室）

側室
- 相沢氏

子女
- 大村純真（長男）生母は亀（継室）
- 大村純尹（次男）生母は亀（継室）
- 大田原清勝[12]（三男）
- 大村純庸（四男）生母は相沢氏（側室）
- 西郷寿員[13]（五男）生母は相沢氏（側室）
- 大村五郎八
- 生駒親興正室
- 増 ー 家老福田長紹[14]室
- 久世広寛[15]正室
- 堀秀行室

養女
- 平岡頼雄[16]正室 ー 大田原清勝の娘